# ماريان ماكلوكين
ماريان ماكلوكين (بالإنجليزية: Marian McLoughlin)‏ هي ممثلة بريطانية، ولدت في 15 مايو 1962 بورشستر في المملكة المتحدة.

## أعمال

### أفلام
- (1997) سبايس ورلد[2]

## وصلات خارجية
- ماريان ماكلوكين على موقع IMDb (الإنجليزية)
- ماريان ماكلوكين على موقع قاعدة بيانات الفيلم (الإنجليزية)